# آية عقلة
آية جميل عقلة هي لاعبة كرة قدم أردنية تلعب في مركز الدفاع . كانت في السابق في المنتخب الوطني للسيدات الأردني .

## انظر ايضا
- منتخب الأردن لكرة القدم للسيدات